# Gemmatimonadota
Gemmatimonadota (anteriormente Gemmatimonadetes) es un filo de bacterias. El primer miembro de este grupo fue descubierto en 2003 en el fango de un sistema de tratamiento de aguas residuales. La bacteria fue denominada Gemmatimonas aurantiaca y es gram-negativa, en forma de bacilo, aerobio y parece replicarse por gemación. Otras especies de este filo están por catalogarse.
Filogenéticamente, el grupo más cercano es Fibrobacteres (ver grupo FCB), según algunos análisis genómicos y del ARNr 16S. Sin embargo otros análisis los excluyen.